# 사회영향평가
사회영향평가(Social impact assessment, SIA)는 사회 기반 시설 프로젝트 및 기타 개발 개입의 사회적 영향을 검토하는 방법론이다. SIA는 일반적으로 계획된 개입에 적용되지만, 동일한 기술을 사용하여 재난, 인구 통계 변화, 유행병과 같은 계획되지 않은 사건의 사회적 영향을 평가할 수도 있다. SIA는 긍정적인 사회적 결과를 도출하고 가능한 모든 부정적이거나 장기적인 영향을 제거하는 것이 주요 목표이므로 응용인류학에서 중요하다.

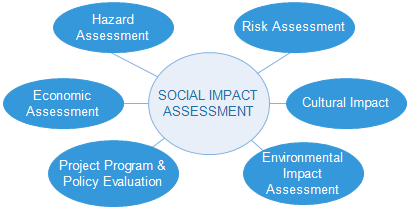

## 개요
SIA의 기원은 주로 1970년대 미국에서 처음 등장한 환경 영향 평가(EIA) 모델에서 파생되었다. 미국에서는 국가환경정책법에 따라 사회영향평가가 연방 정부의 의무 사항이며 환경 영향 평가와 함께 수행된다. SIA는 여러 국가에서 공식적인 계획 및 승인 절차에 통합되어 주요 개발이 인구, 집단 및 정착지에 어떤 영향을 미칠 수 있는지 분류하고 평가한다. 사회영향평가는 오랫동안 환경영향평가에 종속되는 것으로 간주되었지만, 환경사회영향평가(ESIA)와 같은 새로운 모델은 사회적 영향 평가와 환경적 영향 평가 모두에 동일한 비중을 두는 보다 통합적인 접근 방식을 취한다.
사회영향평가는 산업 프로젝트에 대한 사회적 영향을 검토하는 방법론으로 인정받고 사용되지만, SIA라는 용어는 대부분의 유럽 국가에서 더 널리 알려져 있으며, 북아메리카에서는 문화영향이라는 용어가 더 널리 사용된다. 문화적, 사회적 용어는 처음에 인류학의 한 분야를 설명하는 데 사용되었다. 두 용어 사이에 큰 차이는 없지만, 둘 다 어느 정도 중복된다. 언급했듯이 '문화인류학'은 미국에서 더 흔히 사용되며, 이 용어는 미국 인류학자의 초기 저작으로 잘 알려져 있다. 가장 저명한 인물로는 프란츠 보아스와 루스 베니딕트가 있으며, 그들은 모두 언어, 행동, 이념, 물질적 창조물을 통해 문화의 통일성을 강조했다. 반면에 '사회인류학'은 20세기 주로 영국에서 발전한 용어이다. 사회인류학이 무엇인지에 대한 그들의 강조는 사회적 관계에 기반을 둔다. 비록 문화인류학처럼 이론적 접근 방식에 더 기반을 두지만, 특정 사회의 사회적 영향과 관계를 이해하는 데 중점을 둔다.

## 사회영향평가
사회영향평가는 산업 프로젝트의 사회적 영향을 식별하고 관리하는 데 사용된다. 이러한 SIA는 정책, 계획 및 프로그래밍이 구현되어야 하는 환경 영향 평가와도 연결될 수 있다. 사회영향평가의 예로는 사람들이 사회(결혼 또는 핵가족 형태), 문화, 공동체, 의료 지식 및 정치 시스템에서 어떻게 사는지 살펴보는 것이 있다. 이러한 예들은 환경과 사회적 영향에 대한 강조를 보여준다. 응용인류학자들은 일반적으로 SIA에서 이해관계자, 공동체, 주택, 노동력, 건강 및 산업 콘텐츠를 식별하고 완화한다. SIA에서 이해관계자, 긍정적 또는 부정적으로 영향을 받을 공동체의 유형을 식별해야 한다. 원주민 공동체, 문화, 주요 산업 등을 살펴보면서 데이터 수집 또한 예상되는 작업이다. SIA에 사용될 방법을 설명하고, 가능한 직접적인 사회적 영향과 이러한 영향의 시간 프레임을 식별하며, 마지막으로 SIA와 관련된 정부 법률 및 정책을 제공해야 한다. SIA와 마찬가지로 문화영향평가(CIA)는 본질적으로 SIA와 동일한 용어 및 방법론이다. 유일한 실제 차이점은 어느 국가에 있느냐에 따라 사회영향평가(SIA) 또는 문화영향평가(CIA)라는 용어를 사용한다는 것이다. 사회영향평가를 효과적으로 수행하기 위한 초기 10단계가 있으며, 사회영향평가를 위한 지침 및 원칙(The Guidelines and Principles For Social Impact Assessment)에서 권장하는 바이다.

### 효과적인 SIA의 단계[8]
1. 모든 잠재적 당사자를 포함하는 공개 계획 또는 정책을 수립한다.
2. 공개 계획 또는 정책이 무엇인지 설명한다.
3. 공개 계획 또는 정책에 특정된 환경 또는 지역 및 그 조건을 설명한다.
4. 제안에 대한 실질적인 이해를 수립한 후, 잠재적인 사회적 영향이 영향을 받는 사람들에게 전달될 것임을 인지한다.
5. 잠재적인 사회적 영향을 식별한다.
6. 사회적 영향의 결과를 확립한다.
7. 미래의 영향과 증가하는 사회적 영향을 식별한다.
8. 대안적인 공개 계획 또는 정책 및 그 결과를 계획한다.
9. 완화 계획을 수립한다.
10. 계획의 모든 측면을 모니터링하는 프로그램을 수립한다.

## 같이 보기
- 공익법인
- 경제 영향 분석
- 전 과정 사고
- 사회적 투자 수익률
- 이해관계자 분석
- 시스템 사고
- 사회적 수익률
- 실질 원가 회계

## 더 읽어보기
- A listing of the key citations in social impact assessment, prepared by the International Association for Impact Assessment.
- Barrow, C.J. 2000.  Social Impact Assessment: An Introduction. London: Arnold.
- Becker, H and F Vanclay. 2003. The International Handbook of Social Impact Assessment. Cheltenham: Edward Elgar.
- Becker, H.A., 1997. Social Impact Assessment: Method and Experience in Europe, North America and the developing world. London: UCL Press
- Burdge, Rabel J. 2004. The concepts, process and methods of SIA. Middleton, WI: The Social Ecology Press. ISBN 0-941042-35-9.
- Burdge, Rabel J. 2004. A Community Guide to Social Impact Assessment. Middleton, WI: The Social Ecology Press ISBN 0-941042-17-0.
- Dufour, Bryan 2015. State of the art in social impact measurement: methods for work integration social enterprises measuring their impact in a public context, 5th EMES Conference
- Franks, Daniel M. 2011. Management of the Social Impacts of Mining. In Peter Darling (Ed.), SME Mining Engineering Handbook Third ed. Chapter 17.4, pp. 1817–1825. Littleton, Colorado, USA: Society for Mining, Metallurgy, and Exploration.
- Franks, Daniel, Fidler, Courtney, Brereton, David, Vanclay, Frank and Clark, Phil (2009) Leading practice strategies for addressing the social impacts of resource developments 보관됨 2018-04-21 - 웨이백 머신 Brisbane, Australia: Centre for Social Responsibility in Mining, Sustainable Minerals Institute, The University of Queensland & Department of Employment, Economic Development and Innovation, Queensland Government.
- Franks, Daniel M 2012. Social impact assessment of resource projects. Mining for Development: Guide to Australian Practice, International Mining for Development Centre, Australian Government, University of Queensland and University of Western Australia.
- Franks, D.M. and F Vanclay 2013. Social Impact Management Plans: Innovation in corporate and public policy, Environmental Impact Assessment Review, 43, 40–48.
- Hanna, P. & Vanclay, F. 2013. Human rights, Indigenous peoples and the concept of Free, Prior and Informed Consent, Impact Assessment & Project Appraisal, 31(2), 146–157.
- Howitt, Richard 2003. Local and non-specialist participation in impact assessment, in: C.-Q. Liu, Z. Zhao, T. Xiao and J. Guha, Strategic Management of Environmental and Socio-Economic Issues: A Handbook. Guiyang, China, Guizhou Science and Technology Publishing House, 27-36
- Howitt, R. 2001. Rethinking resource management: justice, sustainability and indigenous peoples. London: Routledge.
- Kemp, D. & Vanclay, F. 2013. Human rights and impact assessment: clarifying the connections in practice, Impact Assessment & Project Appraisal 31(2), 86–96.
- Terminski, B. 2015. Development-Induced Displacement and Resettlement: Causes, Consequences and Socio-Legal Context, New York, Columbia University Press.
- Kirkpatrick, C. and Lee, N., Editors, 1997. Sustainable development in a developing world: Integrating socioeconomic appraisal and environmental assessment. Cheltenham: Edward Elgar.
- Mayoux, L & R. Chambers 2005 Reversing the paradigm: quantification, participatory methods and pro-poor impact assessment. Journal of International Development 17(2) 271–298.
- Roche, C. 1999. Impact assessment for development agencies. Learning to value change. Oxford: Oxfam
- Taylor CN, Bryan CH, Goodrich CG. 2004. Social Assessment: theory, process and techniques. Middleton, WI: The Social Ecology Press ISBN 0-941042-37-5.
- Vanclay, F. 1999, ‘Social impact assessment’, in J. Petts (ed.) Handbook of Environmental Impact Assessment (Vol 1), Oxford: Blackwell Science, pp. 301–26.
- Vanclay, F. 2002a, ‘Conceptualising social impacts’, Environmental Impact Assessment Review, 22(3), 183–211.
- Vanclay, F. 2002b, ‘Social impact assessment’, in M. Tolba (ed.) Responding to Global Environmental Change, Chichester: Wiley, pp. 387–93.
- Vanclay, F. 2003, ‘International principles for social impact assessment’, Impact Assessment and Project Appraisal, 21(1), 5–11.
- Vanclay, F. 2006, ‘Principles for social impact assessment: a critical comparison between the international and US documents’, Environmental Impact Assessment Review, 26 (1), 3–14.
- Vanclay, F. 2014. Developments in Social Impact Assessment. Cheltenham: Edward Elgar.
- Vanclay, F. & Esteves A.M. 2011. New Directions in Social Impact Assessment. Cheltenham: Edward Elgar.
  - Vanclay, F., Esteves, A.M., Aucamp, I. & Franks, D. 2015 Social Impact Assessment: Guidance for assessing and managing the social impacts of projects. Fargo ND: International Association for Impact Assessment, vii+98 pages
- Wong, Cecilia H.M.; Ho, Wing-Chung (2015). “Roles of social impact assessment practitioners”. 《Environmental Impact Assessment Review》 50: 124–133. Bibcode:2015EIARv..50..124W. doi:10.1016/j.eiar.2014.09.008.
- Federal Department of Town and Country Planning, Peninsular Malaysia 2012,'Manual for Social Impact Assessment Manual of Project Developmentt', ISBN 978-983-2839-43-9